# 北川えり
北川 えり（きたがわ えり、1975年6月11日 - ）は、日本のタレントである。自動車教習所教官、レースクイーンなどを経て、「ワンギャル」を務めたことで知られる。既婚、三児の母。

## 来歴
静岡県駿東郡長泉町生まれ。日本大学三島高等学校を経て、日本大学短期大学部生活文化学科卒業。
大学在学中に教職課程を履修、中学校教諭二種免許状（家庭科）を取得した。教育実習の際、生徒から「上履きの先に鏡をくっつけて階段の下で待っている」というイタズラを受けたことから、「教師という仕事はまだちょっと早い」「教職につくならもっと人生経験を積んで、オバサンになってからにしよう」と思い、教職以外の道へ進むことを考えるようになった。一方で自動車が好きであり、「人に教える」という面では実習で得た経験も役立つことから、静岡県の自動車教習所に就職し、教習指導員として5年間勤務した。
教習所勤務時代、「男性的な仕事をしていたので、このまま気持ちまでオヤジになったらどうしよう」という危機感から、OLを対象にした写真の撮られ方や爪の手入れの仕方、歩き方、話し方などを教えていた教室に「女を磨く」ために通い始める。その習い事教室で、元モデルの講師から「上京してモデルをやらないか」と声をかけられ、ホリ・エージェンシーのオーディションを受けた。何のオーディションか知らないまま面接に臨み、レースクイーンの募集と知り「水着は嫌だ」と断わったものの、「イメージガールはレースクイーンと違って水着を着なくていい」と説得され、2000年度の「スーパー耐久レース」のイメージガールとして全国を回った。教習所指導員としても勤務しており、平日は教習所で教え、休日や週末はイメージガールという兼業生活を送る。その後、2000年（平成12年）10月からはTBSのテレビ番組『ワンダフル』に、「ワンギャル」としてレギュラー出演することになり、自動車教習所を辞めてタレント活動に専念する。「ワンダフル」出演者では最年長の26歳であったが、「カーステ刑事」コーナーでは、「カラー北川」として登場したり、竹下玲奈、松里ともかと共に写真集を出したりした。
2001年（平成13年）には、フジテレビF1ナビゲーターを務めた。最終戦日本グランプリで、初入賞となった佐藤琢磨を熱心に応援するあまり、中継中に絶叫する。2004年（平成16年）には、お茶の水女子大学聴講生として中国語講座を受講。NHK中国語会話やTBS私的チャイナビに出演した。テレビ朝日の『ぷっ』すまに出演した際は、自動車のドライビングテクニックを披露した。現在は自転車に関する活動が中心になっており、片山右京が監督するサイクルレースチーム「チーム・エレファント」の一員となっている。
2009年（平成21年）12月12日、3歳年上の弁護士との結婚を自身のブログで発表した。結婚後も仕事は続ける予定という。
2012年3月、山梨県に移住。
2012年5月に長男、2014年8月31日に次男を出産。2017年7月31日には第3子妊娠を報告している。

## 人物
各種自動車免許（大特2種とけん引2種以外全て）、中学校教諭2種免許状（家庭科）、中国語検定三級、4級小型船舶操縦士免許、着付師など、様々な資格を持っている。本人のキャッチコピーは「ロハスな生活で毎日楽しく、健康美人を目指す」である。芸能界デビューが遅かったことについては、「デビューが遅い代わりに、私には一般的な社会人としての経験や常識がある。資格・免許もある。自分のキャリアを支えていくための材料を持っている」と述べている。

## 出演

### テレビ
- 「ぷっ」すま（テレビ朝日、2001年）
- 中国語会話（NHK教育、2002年4月 - 2003年3月）生徒
- アートエンターテインメント 迷宮美術館（NHK-BS2、2003年、2005年）
- あなたも挑戦!ことばゲーム（NHK総合、2003年）
- 金曜エンタテイメント 年の差カップル刑事3（フジテレビ、2004年2月27日） - 石川真珠 役
- 女と愛とミステリー 窓際信金マンの事件帳簿2（テレビ東京、2004年6月） - 太田ひろ子 役
- ド短期ツメコミ教育!豪腕!コーチング!!（テレビ東京系、2006年）
- われらサイクル派宣言（NHK-BS、2007年）
- アインシュタインの眼（NHK-BShi、2007年11月13日）
- 地球エコ2008 体当たり!エコの里滞在記〜環境に優しい暮らしって何?〜（NHK-BS2、2008年3月26日）リポーター
- シルクロード絶景50（NHK-BShi、2008年8月3日）
- アドレな!ガレッジ（テレビ朝日系、2008年8月27日）
- よゐこ部（毎日放送、2009年3月10日）
- 風になるまで走れ!（テレビ東京系、2009年9月23日）
- 熱中スタジアム「自転車」（NHK BSプレミアム、2011年4・5月）
- チャレンジ!ホビー『海のルアーフィッシング入門』（NHK Eテレ、2011年10月3日 - 10月31日）生徒
- 日曜×芸人（テレビ朝日系、2012年9月23日）
- 趣味の園芸 やさいの時間（NHK Eテレ、2015年7月19日）
- にっぽんぐるり ヤマナシ・クエスト「増える児童虐待!子どもを守るには」（NHK総合、2019年6月6日）

### ラジオ
- エコカフェ

### 映画
- 黄昏流星群　星のレストラン（2002年） - 由佳役
- 八月のかりゆし（2003年） - マレビト役
- ギミー・ヘブン（2005年） - 下川美紀役

### ゲーム
- 相棒DS - 中原まり絵役

### 吹き替え
- エンジェル・スノー（ジヌォン）

### 広告
- 日本自動車工業会「ムジコ生活応援団キャンペーン」（2003年）

## 作品

### 写真集
第4期ワンダフルガールズ
- SELECTED ワンギャル写真集（2001年2月、ワニブックス） ISBN 4847026438
  - 北川えり、竹下玲奈、松梨知果

ソロ作品
- henshin（2002年7月、ワニブックス）ISBN 4847027191

### DVD・ビデオ
- えりごのみ（2001年4月18日、ポニーキャニオン）
- 白日夢（2003年7月16日、ポニーキャニオン）
- Pure Heart（2003年12月25日、イーネット・フロンティア）